# Pletnikha
Pletnikha (en rus: Плетниха) és un poble de l'óblast de Nijni Nóvgorod, a Rússia, segons el cens del 2010 no tenia cap habitant, pertany al municipi de Deiànovo.